# فساد مالی شرکت نفتی استات اویل
پرونده رشوه‌دهی استات‌اویل در ایران یا پرونده استات‌اویل-هورتون به تلاش شرکت نفتی نروژی استات‌اویل در سال‌های ۲۰۰۳ و ۲۰۰۴ برای تضمین بستن قراردادهای نفتی با استفاده از رشوه دادن به طرف ایرانی می‌پردازد. این امر با انعقاد قرارداد با شرکت سرمایه گذاری هورتون ثبت شده Off-Shore، یک شرکت مشاوره سرمایه گذاری در ایران متعلق به عباس یزدی(یزدان پناه)، و از دوستان نزدیک مهدی هاشمی پسر علی اکبر هاشمی رفسنجانی، رئیس جمهور سابق ایران، محقق شد. این شرکت رشوه پرداختی را در قالب پرداخت‌هایی در سال 2002 به شرکت هورتون به عنوان حق‌الزحمه برای یک «قرارداد مشاوره» پنهان کرده بود. در این تخلف رشوه پرداختی از طریق واسطه گری شرکت سرمایه گذاری هورتون، مستقر در جزایر تورکس و کایکوس انجام شده بود.
استات اویل، شرکت نفت نروژی به رشوه دادن به یک مقام ایرانی در ازای دریافت حقوق سودآور نفت و گاز در ایران اعتراف کرد و بر اساس توافق تعویق تعقیب که با وزارت دادگستری ایالات متحده صورت گرفت، آن شرکت با همکاری اطلاعاتی با مقامات آمریکایی و ارائه جزئیات مربوط به قرارداد نفتی، نحوه پرداخت رشوه، و پرداخت 21 میلیون دلار جریمه از پیگرد قانونی گریخت. برخورد ایالات متحده در این پرونده بسیار تهاجمی تر از نروژ بود. دادگاه نروژ در سال 2004، بدون اینکه گروه استات اویل را مجبور به اعتراف به اتهامات رشوه خواری کند، 3 میلیون دلار جریمه بر شرکت تحمیل کرد.
مبنای جریمه سه میلیون دلاری این شرکت توسط دادگاه نروژ این بود که قرارداد مشاوره ای که در ژوئن 2002 با شرکت سرمایه گذاری هورتون بجهت کمک مشاوره ای به استات اویل جهت توسعه فعالیت های تجاری در ایران منعقد شده بود، نقض بند 276 ج، بند اول (ب) قانون مجازات نروژ است. این قانون به اعطا یا ارائه یک برتری نامناسب به یک واسطه در ازای اعمال نفوذ خود بر تصمیم گیرنده می پردازد، بدون اینکه تصمیم گیرنده مزیتی دریافت کند. پرونده هورتون در سپتامبر 2003 منجر به استعفای رئیس هیئت مدیره، مدیر عامل و رئیس شرکت بین المللی E&P شد و شهرت شرکت آسیب دید. استات اویل پذیرفت که خط مشی ها و استانداردهای اخلاقی خود را نقض کرده است و اقداماتی را برای جلوگیری از ایجاد وضعیت مشابه در آینده انجام داده است.

## مفاد قرارداد مشاوره سرمایه گذاری بین شرکت استات اویل و شرکت هورتون
این قرارداد مشخص در 12 ژوئن 2002 به منظور تقویت بینش استات اویل در مورد مسائل مالی، صنعتی، حقوقی و اجتماعی مرتبط با توسعه تجارت در ایران منعقد شد. مدت زمان این قرارداد 11 سال بود و چارچوب مالی آن 15.2 میلیون دلار و پرداخت اولیه 5.2 میلیون دلار بود. طرفین توافق کردند که این توافقنامه قرار نیست علنی شود.

## سرنوشت مهدی هاشمی در این فساد مالی
مدیرعامل استات اویل بابت پرداخت رشوه ناچار به استعفا شد. حتی مهدی هاشمی نیز نتوانست از این اتهام بگریزد. او در سال 2012 به دنبال شکایت از Fjell مدیرعامل استات اویل با ادعای تهمت استات اویل به او بود. اما در عوض در سال 2015 در پی چندین اتهام امنیتی و فساد مالی از جمله دریافت رشوه در ایران به 15 سال زندان محکوم شد.